# Gopala Bhatta Goswamin
Gopala Bhatta Goswamin (ur. 1503, zm. 1578) – święty i teolog gaudija wisznuizmu, jeden z Sześciu Goswaminów.

## Życiorys
Według Bhakti Ratnakara Gopala spotkał po raz pierwszy Ćajtanję Mahaprabhu w 1510, podczas podróży Mahaprabhu po Indiach południowych. Wówczas miał sposobność służenia Ćajtanji przez kilka miesięcy. Tak duże było przywiązanie Gopali do Ćajtanji, że na wiadomość o wyjeździe guru Gopala pogrążył się w takiej rozpaczy, że Ćajtanja zgodził się zostać kilka dni dłużej dla niego. To w tym czasie Gopala miał mieć wizję, podczas której Ćajtanja objawił się mu jako awatara Najwyższej Osoby Boga, czyli Kryszny i powiedział mu, aby udał się do Vrindavanu, gdzie spotka Rupę Goswaminiego i Sanatanę Goswaminiego, którzy wprowadzą go w zasady bhaktijogi.
Gopala chciał od razu jechać do Vrindavanu, jednak Ćajtanja kazał mu zostać w domu i służyć rodzicom. Gopala wypełnił polecenie guru, opiekując się rodzicami aż do ich śmierci w wiele lat później. Uczył się retoryki, poezji, gramatyki sanskrytu oraz Wedanty od swojego wuja Prabhodanandy Saraswatiego. Po śmierci rodziców Gopala wyjechał do Vrindavanu, gdzie spotkał Rupę i Sanatanę Goswamich, którzy przyjęli go jak brata. Ćajtanja ucieszył się na wiadomość o tym i przesłał Gopali kilka swoich rzeczy osobistych, które Gopala czcił jako świętość. Ćajtanja wysłał również list, w którym polecił Gopali, aby poświęcił się tworzeniu krysznaickiej literatury religijnej. Później Gopala pomagał Sanatanie przy pisaniu książki Hari Bhakti Wilasa. Gopala polecił swojemu uczniowi Śriniwasie Aćarji, aby zawiózł dzieła literackie Sześciu Goswaminów do Bengalu.
W świątyni Radha Raman we Vrindavanie czczony jest posążek Kryszny, który sam Bóg miał „cudownie” utworzyć ze świętego czarnego kamienia, w podarunku dla Gopali Bhatty.